# 格倫科 (密蘇里州)
格倫科（英語：Glencoe）是位於美國密蘇里州聖路易斯縣的非建制地區。

## 歷史
格倫科的郵局自1885年營運至今。

## 地理
格倫科所處的海拔為高於海平面133米（即436英呎），而該地所採用的時區為UTC-6，即北美中部時區（CST）。同時該地設有夏令時間，為UTC-6調快一小時，即UTC-5（CDT）。